# Antonio Gadea

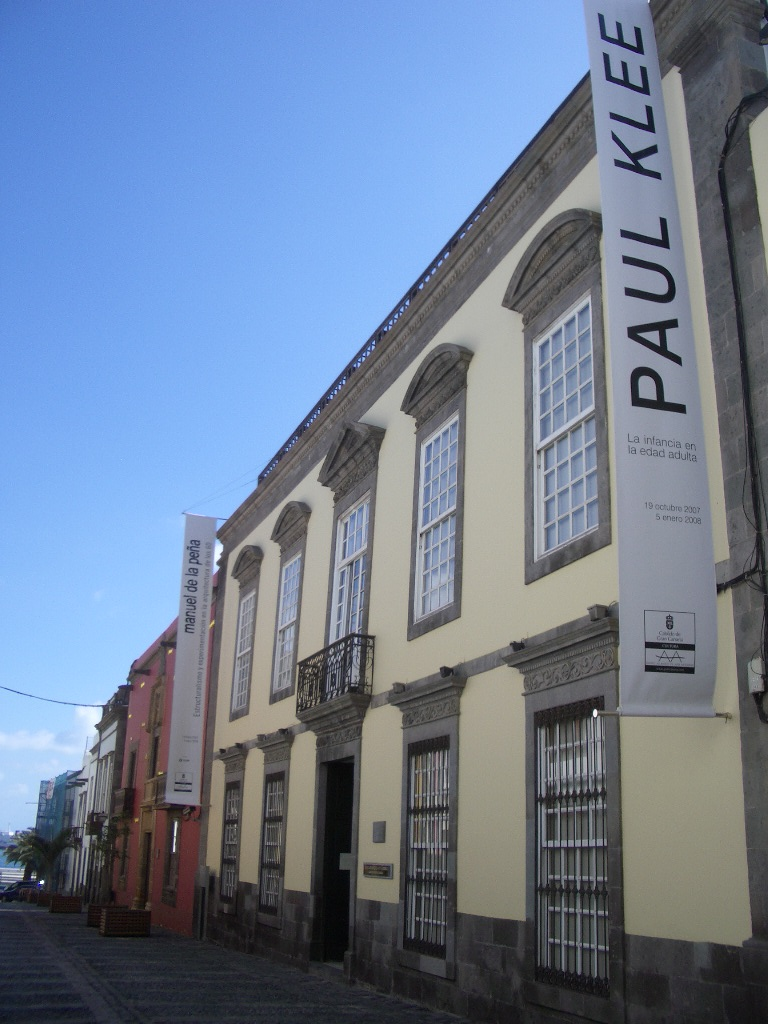
Fachada del CAAM de Las Palmas de Gran Canaria, museo que expuso y posee ejemplos de Antonio Gadea.

Antonio Gadea Raga (Valencia, 3 de febrero de 1965) es un pintor figurativo español, de estilo anacronista, con obra en museos españoles como el Instituto Valenciano de Arte Moderno (IVAM) de Valencia y en el Centro Atlántico de Arte Moderno (CAAM) de Las Palmas de Gran Canaria.

## Carrera
Abandonó su inclinación inicial al estudio de las ciencias para emprender la carrera de Bellas Artes en la Facultad de San Carlos (Universidad Politécnica de Valencia). Se licenció en 1988. Durante este periodo de estudios se vinculó al profesor y pintor José San León. Desarrolló desde muy temprano un estilo propio influenciado por el informalismo español, con el que obtuvo reconocimiento de la crítica local y numerosos premios. 
Al concluir sus estudios comenzó a trabajar como artista en exclusiva para la galería "Val i 30", dirigida por Vicente García Cervera. En esta galería fundada en 1966, una de las más prestigiosas de Valencia y con una amplísima trayectoria en el ámbito nacional y europeo (grupo El Paso, Equipo Crónica, Eduardo Arroyo...), se produjo el progresivo reconocimiento de la poética de Gadea.

### De la abstracción a la figuración
La evolución estilística de Antonio Gadea es atípica: en lugar de pasar de la figuración a la abstracción, como habían hecho muchos artistas del siglo XX, él ha emprendido el camino inverso. En los años 80 trabajó una pintura abstracta que puede recordar a Tàpies y Miquel Barceló, con tanteos gestuales y matéricos, y en la década siguiente emprendió un giro hacia la figuración tradicional, deudora de los viejos maestros.
Según sus propias palabras, Gadea comenzó dentro de la abstracción informalista ortodoxa, y con posterioridad fue añadiendo signos caligráficos, textos y figuración esquemática. Inmerso en esta fase, Gadea participó en la Expo 92 de Sevilla, en la muestra Artistas en la Mediterránea auspiciada por la Comunidad Valenciana. 

### Dioses de ayer, hoy
A partir de 1993 abandona la pintura informal y emprende un proceso de investigación centrado en la recuperación de la pintura tradicional europea en un sentido amplio: procesos y técnicas de grandes maestros, figuración clásica y uso alegórico de las mitologías occidentales; éstas se entrecruzan conviviendo en un universo de revisiones.
En sus representaciones Gadea aborda el conflicto entre lo clásico y lo moderno, pues las divinidades alegóricas conviven con destacadas obras del arte moderno en paradójica concurrencia. En su cuadro El juicio de Paris (2007), una Venus metálica de Giacometti disputa el protagonismo a las tres bellezas míticas (si bien una de ellas es poco convencional: tiene el pelo rapado). En El rey Midas o la invención del cubismo (2003; Vizcaya, col. part.) el protagonista va a tocar y convertir en oro una escultura pétrea de formas descoyuntadas. En Santa Vanguardia (Valencia, IVAM), el Arcángel Miguel pintado por Rafael Sanzio (Louvre) aplasta a un pintor tradicional, esgrimiendo a modo de lanza un tubo fluorescente alusivo a Dan Flavin. De este encuentro de elementos anacrónicos que aúna surrealismo, parodia y acertijo, surge el misterio que seduce al espectador.

### Crisol de influencias
Desde el punto de vista de la Historia del Arte, Antonio Gadea constituye un epígono de la reacción antivanguardista europea que surgió en el periodo de entreguerras. Esta "vuelta al orden" ha marcado, a lo largo del último siglo, una vía con diversas variantes locales y generacionales de las que podemos destacar: el periodo neoclásico de Picasso, la Nueva objetividad alemana, el realismo mágico holandés, la neofiguración inglesa e incluso, en los años 80, la "Pittura Anacronista" italiana. Antonio Gadea delata claras deudas de esta última, que igualmente inspiró a varios artistas de la Nueva figuración madrileña: Guillermo Pérez Villalta, Carlos Alcolea, Chema Cobo, Carlos Franco... Hay que recalcar que esta corriente, si bien figurativa, interpreta la realidad de manera personal, alejándose del realismo e hiperrealismo.
Encontramos en la pintura de Antonio Gadea una voz propia, exponente de la reacción frente al nuevo vanguardismo que es protegido por una tupida red curatorial e institucional; corriente que domina el circuito de galerías y ferias, pero que no puede encubrir su fracaso de falta de conexión con la sociedad. Por el contrario, Gadea busca «seducir» al espectador al modo de los viejos maestros, aunando belleza formal y mensaje. Gadea es un autor "de culto", debido a su distanciamiento de las estéticas más publicitadas y a su corta producción, sujeta a un moroso proceso creativo.

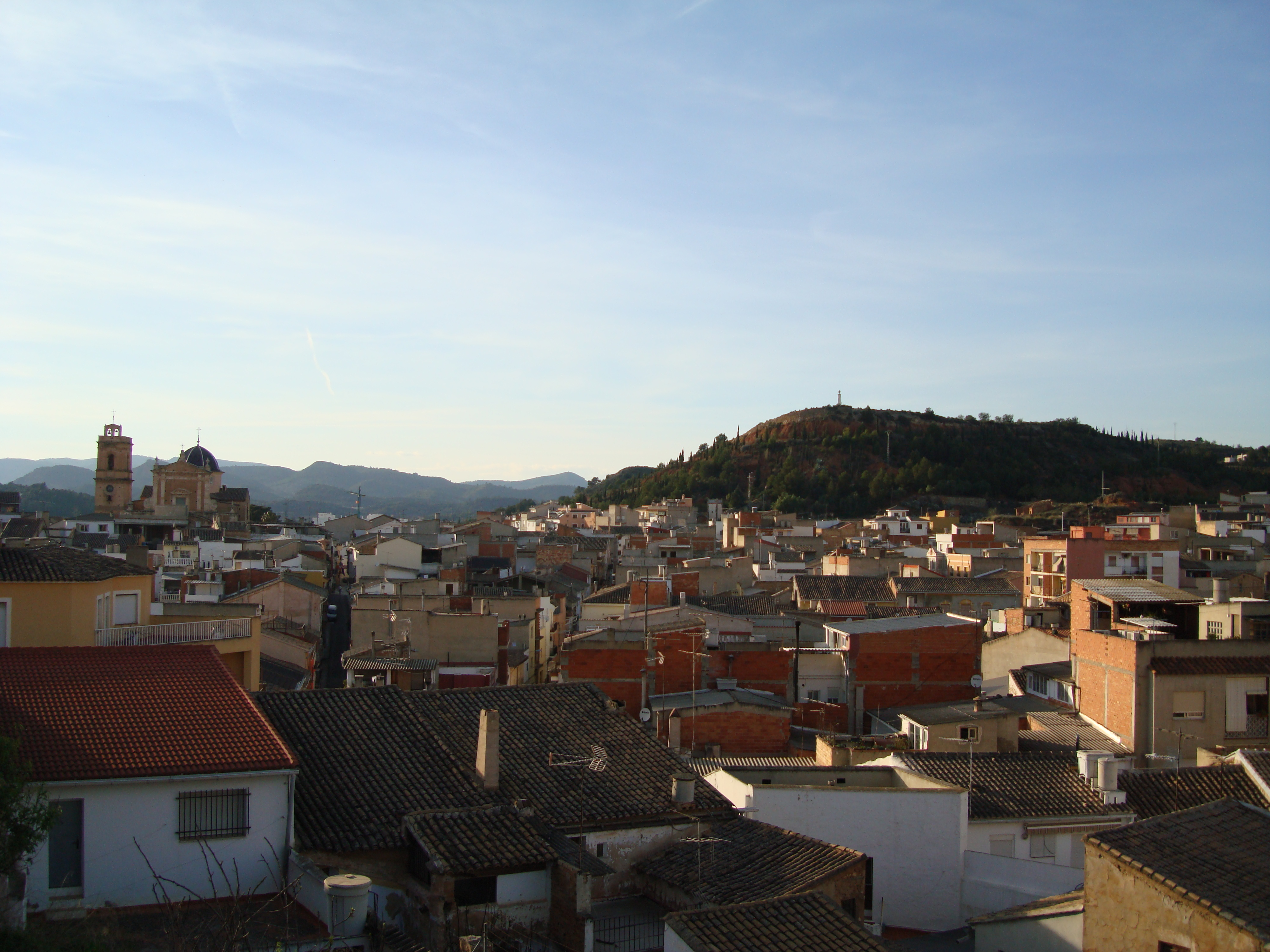
Vista de Pedralba, municipio de la provincia de Valencia cuyo museo Pedralba 2000 alberga importantes obras de Gadea.

### Actividad docente
Gracias a sus conocimientos en técnicas y materiales pictóricos, Antonio Gadea ha desarrollado una actividad docente en paralelo a su labor creativa. Ya en 1994-95, con apenas veinte años de edad, impartió clases de pintura en la cárcel de Picasent. Posteriormente ha trabajado en la Universidad Politécnica de Valencia: en 2003-04 dando clases sobre Colorantes y Barnices en la carrera de Restauración, y en 2009-10 como profesor asociado. En el periodo 2006-10 fue también profesor asociado de la Universidad de Zaragoza.

### Exposiciones y premios
Durante su carrera artística, Antonio Gadea ha realizado numerosas exposiciones y ha participado en ferias internacionales. Como artista fijo de la galería "Val i 30", ha concurrido varias veces en ARCO (periodo 1990-2004) y lo sigue haciendo en la feria paralela Art Madrid. También se pueden citar exposiciones individuales y colectivas en: Madrid (galería Estampa, 1996), Barcelona (galería René Metrás, 1992), Utiel (Casa de Cultura, 1993), Pamplona (galería Clío, 1994), Las Palmas de Gran Canaria (Las Tentaciones de san Antonio, Centro Atlántico de Arte Moderno, 2006), París (galería Bellint, 1989 y 1990), Toulouse (galería Pierre-Jean Meurisse, 1989)... 
Entre los premios obtenidos cabe destacar: en 1992, el XIX premio Bancaja (el más prestigioso de Valencia) y en 1994, el premio de la 55.ª Exposición Nacional de Artes Plásticas de Valdepeñas (Ciudad Real), la más antigua que sigue en activo en España. Pérez Villalta formó parte del jurado que falló a favor de Gadea, quien así se sumó a un historial de premiados que incluye a Pancho Cossío, Antonio López, Juan Barjola y Alfredo Alcaín. En diciembre de 2004 se expuso en el Museo de Santa Cruz de Toledo una retrospectiva de participantes en dicho certamen: 56 obras, entre ellas la de Gadea; esta exposición fue inaugurada por el presidente autonómico José María Barreda y contó con la presencia de varios artistas, como Antonio López.

### Museos y colecciones
Obras de Antonio Gadea figuran en colecciones e instituciones de prestigio: IVAM de Valencia (Santa Vanguardia, Tobías y el ángel en la senda vanguardista), Colección Testimoni de La Caixa, Centro Atlántico de Arte Moderno de Las Palmas de Gran Canaria (Las tentaciones de san Antonio), Universidad Politécnica de Valencia... así como en colecciones particulares dispersas por España: Madrid, Sevilla, Bilbao... Pero posiblemente el núcleo más amplio de su producción se exhibe en Pedralba (Valencia), en el centro Pedralba 2000 gestionado por su galería habitual, "Val i 30".